# Stazione di London Road (Brighton)
La stazione di London Road è una stazione ferroviaria a servizio del quartiere Round Hill di Brighton, nell'East Sussex. La stazione sorge lungo la ferrovia Brighton-Hastings, prima del bivio dal quale si dipanava la ferrovia Brighton-Kemp Town
Nonostante il nome, la stazione non si trova su London Road, che passa a circa 370 m a sud-ovest della stazione.

## Storia
La stazione di London Road, inaugurata il 1º ottobre 1877, presenta un design simile a quello di altre stazioni della London, Brighton and South Coast Railway costruite in quel periodo, come Hove e Portslade, che ricorda una villa toscana.
Costruita in seguito allo sviluppo edilizio dell'area circostante, dai primi progetti risulta che questa stazione si sarebbe dovuta chiamare Ditchling Rise, un nome più accurato dato che London Road si trova a 370 m a sud-ovest.
L'edificio sul binario 2 (direzione Lewes) è stato demolito all'inizio degli anni '80 del XX secolo.

Alla fine del 2004 la stazione è stata sottoposta a una sostanziale ristrutturazione, con la demolizione di alcune parti aggiuntive rispetto all'edificio originale.
Dal 1971, il fabbricato passeggeri della stazione è sede del Club di modellismo ferroviario di Brighton.

## Movimento
I treni che effettuano servizio presso questa stazione sono treni locali, gestiti da Southern.
Fino alla chiusura della ferrovia per Kemp Town, nel 1971, la stazione era servita anche dai treni per Kemp Town.